# Sankt Sigfrids distrikt
Sankt Sigfrids distrikt är ett distrikt i Nybro kommun och Kalmar län. 
Distriktet ligger sydost om Nybro. 

## Tidigare administrativ tillhörighet
Distriktet inrättades 2016 och utgörs av en del av området som Nybro stad omfattade till 1971, delen som före 1969 utgjorde Sankt Sigfrids socken.
Området motsvarar den omfattning Sankt Sigfrids församling hade 1999/2000.